# Мотоя, Юкико
Юкико Мотоя (яп. 本谷 有希子 Мотоя Юкико, род. 14 июля 1979) — японская писательница, драматург и сэйю. Основательница и художественный руководитель театральной труппы, носящей её имя.

## Биография
Родилась в 1979 году в городе Хакусан (Исикава). Ещё учась в средней школе, начала пробовать себя в театре. В 1998 году дебютировала в качестве сэйю в аниме «Kare Kano». В 2000 году основала собственную театральную труппу (существует до сих пор). В 2002 году дебютировала в литературе с повестью «Навсегда с Эрико» (яп. 江利子と絶対), первоначально публиковавшейся на страницах сайта писательницы. В 2005—2006 годах вела цикл передач на радио, способствовавших росту её популярности. Начиная с 2005 года, также активно стала писать прозу и пьесы для театра.
Сочинения неоднократно входили в шортлист премии Мисимы и премии Акутагавы, одно из них, пьеса «Тупицы, где ваши муки любви?» (яп. 腑抜けども、悲しみの愛を見せろ) было экранизировано. В 2013 году за повесть «Бурный пикник» (яп. 嵐のピクニック) Мотоя была удостоена премии Оэ. В 2015 году за произведение «Сказ о свадьбах разного сорта» (яп. 異類婚姻譚 ируи конъин тан) награждена премией Акутагавы.
В 2009 году Мотоя вошла в десятку японских женщин года по версии журнала «Vogue». В 2013 году вышла замуж за поэта-песенника Кайто Окатимати.